# Liste des planètes mineures non numérotées découvertes en mai 2013
Pour un article plus général, voir Liste des planètes mineures non numérotées découvertes en 2013.
Pour un article plus général, voir Liste des planètes mineures.
Cet article dresse la liste des planètes mineures (astéroïdes, centaures, objets transneptuniens et assimilés) non numérotées découvertes en mai 2013 dans l'ordre de leur découverte.
Au 15 janvier 2025, 661 077 des 1 434 993 planètes mineures répertoriées par le Centre des planètes mineures ne sont pas encore numérotées, soit 46,07 %.

## Rappel concernant la désignation provisoire
La désignation provisoire indique l'ordre de découverte de ces objets. En effet, cette désignation est composée de l'année de découverte (par exemple 2013) suivie de la quinzaine (demi-mois) de découverte (p.e. A = 1-15 janvier) puis de l'ordre de découverte dans cette quinzaine. Cet ordre est indiqué par une lettre et éventuellement un chiffre comme suit : A pour la première découverte, B pour la deuxième, ..., Z pour la 25e (le I n'est pas utilisé pour éviter la confusion avec 1), A1 pour la 26e, B1 pour la 27e, etc. , Z1 pour la 50e, A2 pour la 51e, B2 pour la 52e, etc. L'ordre de la numérotation ne suit donc pas l'ordre alphanumérique. 2013 AA1 suit ainsi 2013 AZ et précède 2013 AB1.

## Liste

### Du1erau 15 mai 2013
- 2013 JA
- 2013 JC
- 2013 JQ
- 2013 JF1
- 2013 JQ1
- 2013 JR1
- 2013 JU1
- 2013 JS2
- 2013 JT2
- 2013 JV2
- 2013 JX2
- 2013 JY2
- 2013 JA3
- 2013 JB3
- 2013 JF3
- 2013 JV3
- 2013 JW3
- 2013 JY3
- 2013 JB4
- 2013 JD4
- 2013 JF4
- 2013 JO4
- 2013 JP4
- 2013 JV4
- 2013 JP5
- 2013 JW5
- 2013 JY5
- 2013 JZ5
- 2013 JA6
- 2013 JC6
- 2013 JD6
- 2013 JE6
- 2013 JQ6
- 2013 JS6
- 2013 JX6
- 2013 JY6
- 2013 JZ6
- 2013 JE7
- 2013 JG7
- 2013 JM7
- 2013 JN7
- 2013 JO7
- 2013 JQ7
- 2013 JR7
- 2013 JS7
- 2013 JG8
- 2013 JM8
- 2013 JQ8
- 2013 JU9
- 2013 JX9
- 2013 JY9
- 2013 JZ9
- 2013 JA10
- 2013 JC10
- 2013 JF10
- 2013 JO10
- 2013 JM11
- 2013 JD12
- 2013 JL12
- 2013 JM12
- 2013 JN12
- 2013 JO12
- 2013 JQ12
- 2013 JR12
- 2013 JU12
- 2013 JA13
- 2013 JC13
- 2013 JK13
- 2013 JN13
- 2013 JA14
- 2013 JH14
- 2013 JJ14
- 2013 JK14
- 2013 JL14
- 2013 JM14
- 2013 JN14
- 2013 JP14
- 2013 JQ14
- 2013 JS14
- 2013 JU14
- 2013 JV14
- 2013 JX14
- 2013 JV15
- 2013 JY15
- 2013 JR16
- 2013 JT16
- 2013 JV16
- 2013 JW16
- 2013 JA17
- 2013 JC17
- 2013 JD17
- 2013 JM17
- 2013 JN17
- 2013 JP17
- 2013 JQ17
- 2013 JR17
- 2013 JS17
- 2013 JT17
- 2013 JU17
- 2013 JV17
- 2013 JW17
- 2013 JA18
- 2013 JD18
- 2013 JE18
- 2013 JS18
- 2013 JU18
- 2013 JX18
- 2013 JC19
- 2013 JF19
- 2013 JH19
- 2013 JQ19
- 2013 JS19
- 2013 JZ19
- 2013 JA20
- 2013 JD20
- 2013 JR20
- 2013 JD21
- 2013 JT21
- 2013 JZ21
- 2013 JF22
- 2013 JH22
- 2013 JJ22
- 2013 JK22
- 2013 JL22
- 2013 JM22
- 2013 JN22
- 2013 JO22
- 2013 JQ22
- 2013 JR22
- 2013 JS22
- 2013 JT22
- 2013 JU22
- 2013 JH23
- 2013 JM23
- 2013 JR24
- 2013 JS24
- 2013 JA25
- 2013 JR25
- 2013 JY25
- 2013 JL26
- 2013 JM26
- 2013 JU26
- 2013 JY26
- 2013 JB27
- 2013 JH27
- 2013 JO27
- 2013 JP27
- 2013 JS27
- 2013 JX27
- 2013 JY27
- 2013 JF28
- 2013 JH28
- 2013 JL28
- 2013 JM28
- 2013 JN28
- 2013 JO28
- 2013 JR28
- 2013 JT28
- 2013 JU28
- 2013 JV28
- 2013 JW28
- 2013 JX28
- 2013 JZ28
- 2013 JB29
- 2013 JC29
- 2013 JD29
- 2013 JE29
- 2013 JF29
- 2013 JG29
- 2013 JK29
- 2013 JX29
- 2013 JA30
- 2013 JF30
- 2013 JG30
- 2013 JT30
- 2013 JJ32
- 2013 JP32
- 2013 JR32
- 2013 JK33
- 2013 JA34
- 2013 JC34
- 2013 JD34
- 2013 JE34
- 2013 JF34
- 2013 JG34
- 2013 JJ34
- 2013 JK34
- 2013 JL34
- 2013 JM34
- 2013 JO34
- 2013 JP34
- 2013 JQ34
- 2013 JR34
- 2013 JS34
- 2013 JY34
- 2013 JT35
- 2013 JV35
- 2013 JZ35
- 2013 JA36
- 2013 JB36
- 2013 JC36
- 2013 JD36
- 2013 JF36
- 2013 JO37
- 2013 JQ37
- 2013 JX37
- 2013 JD38
- 2013 JF38
- 2013 JL38
- 2013 JO38
- 2013 JP38
- 2013 JV38
- 2013 JA39
- 2013 JC39
- 2013 JG39
- 2013 JJ39
- 2013 JT39
- 2013 JY39
- 2013 JF40
- 2013 JN40
- 2013 JP40
- 2013 JQ40
- 2013 JW40
- 2013 JG41
- 2013 JQ41
- 2013 JG43
- 2013 JL43
- 2013 JP43
- 2013 JS43
- 2013 JX43
- 2013 JM44
- 2013 JP44
- 2013 JS44
- 2013 JU44
- 2013 JV44
- 2013 JW44
- 2013 JZ44
- 2013 JD45
- 2013 JF45
- 2013 JH45
- 2013 JO45
- 2013 JS45
- 2013 JX45
- 2013 JT46
- 2013 JZ46
- 2013 JF47
- 2013 JO47
- 2013 JS47
- 2013 JG48
- 2013 JK48
- 2013 JN48
- 2013 JP48
- 2013 JS48
- 2013 JO49
- 2013 JR49
- 2013 JW49
- 2013 JZ49
- 2013 JC50
- 2013 JL50
- 2013 JW50
- 2013 JK51
- 2013 JS51
- 2013 JT51
- 2013 JX51
- 2013 JA52
- 2013 JE52
- 2013 JP52
- 2013 JQ52
- 2013 JM53
- 2013 JR53
- 2013 JT53
- 2013 JA54
- 2013 JK54
- 2013 JQ54
- 2013 JS54
- 2013 JW54
- 2013 JN55
- 2013 JR55
- 2013 JC56
- 2013 JJ56
- 2013 JL56
- 2013 JR56
- 2013 JH57
- 2013 JO57
- 2013 JR57
- 2013 JY57
- 2013 JB58
- 2013 JG58
- 2013 JM58
- 2013 JU58
- 2013 JV58
- 2013 JW58
- 2013 JX58
- 2013 JB59
- 2013 JG59
- 2013 JT59
- 2013 JW59
- 2013 JY59
- 2013 JA60
- 2013 JB60
- 2013 JE60
- 2013 JN60
- 2013 JP61
- 2013 JY61
- 2013 JL62
- 2013 JU62
- 2013 JU63
- 2013 JV63
- 2013 JW63
- 2013 JC64
- 2013 JF64
- 2013 JK64
- 2013 JL64
- 2013 JO64
- 2013 JP64
- 2013 JQ64
- 2013 JR64
- 2013 JS64
- 2013 JT64
- 2013 JU64
- 2013 JV64
- 2013 JY64
- 2013 JZ64
- 2013 JA65
- 2013 JB65
- 2013 JC65
- 2013 JD65
- 2013 JE65
- 2013 JF65
- 2013 JG65
- 2013 JH65
- 2013 JM65
- 2013 JQ65
- 2013 JR65
- 2013 JS65
- 2013 JT65
- 2013 JW65
- 2013 JZ65
- 2013 JC66
- 2013 JE66
- 2013 JR66
- 2013 JS66
- 2013 JF67
- 2013 JL67
- 2013 JM67
- 2013 JX67
- 2013 JG68
- 2013 JK68
- 2013 JU68
- 2013 JW68
- 2013 JY68
- 2013 JZ68
- 2013 JA69
- 2013 JB69
- 2013 JC69
- 2013 JD69
- 2013 JE69
- 2013 JG69
- 2013 JH69
- 2013 JJ69
- 2013 JM69
- 2013 JN69
- 2013 JR69
- 2013 JS69
- 2013 JW69
- 2013 JB70
- 2013 JC70
- 2013 JD70
- 2013 JE70
- 2013 JG70
- 2013 JH70
- 2013 JJ70
- 2013 JL70
- 2013 JM70
- 2013 JN70
- 2013 JO70
- 2013 JP70
- 2013 JQ70
- 2013 JR70
- 2013 JS70
- 2013 JT70
- 2013 JU70
- 2013 JV70
- 2013 JW70
- 2013 JX70
- 2013 JA71
- 2013 JF71
- 2013 JG71
- 2013 JH71
- 2013 JL71
- 2013 JO71
- 2013 JS71
- 2013 JT71
- 2013 JZ71
- 2013 JB72
- 2013 JE72
- 2013 JG72
- 2013 JH72
- 2013 JJ72
- 2013 JL72
- 2013 JM72
- 2013 JN72
- 2013 JO72
- 2013 JP72
- 2013 JQ72
- 2013 JT72
- 2013 JZ72
- 2013 JA73
- 2013 JB73
- 2013 JD73
- 2013 JE73
- 2013 JF73
- 2013 JG73
- 2013 JH73
- 2013 JJ73
- 2013 JK73
- 2013 JL73
- 2013 JM73
- 2013 JP73
- 2013 JQ73
- 2013 JU73
- 2013 JW73
- 2013 JY73
- 2013 JA74
- 2013 JB74
- 2013 JC74
- 2013 JE74
- 2013 JG74
- 2013 JH74
- 2013 JM74
- 2013 JN74
- 2013 JO74
- 2013 JP74
- 2013 JE75
- 2013 JF75
- 2013 JH75
- 2013 JK75
- 2013 JL75
- 2013 JN75
- 2013 JO75
- 2013 JP75
- 2013 JR75
- 2013 JS75
- 2013 JT75
- 2013 JU75
- 2013 JV75
- 2013 JX75
- 2013 JY75
- 2013 JZ75
- 2013 JE76
- 2013 JF76
- 2013 JG76
- 2013 JH76
- 2013 JJ76
- 2013 JK76
- 2013 JR76
- 2013 JS76
- 2013 JT76
- 2013 JW76
- 2013 JY76
- 2013 JB77
- 2013 JD77
- 2013 JF77
- 2013 JG77
- 2013 JH77
- 2013 JJ77
- 2013 JK77
- 2013 JP77
- 2013 JR77
- 2013 JS77
- 2013 JX77
- 2013 JB78
- 2013 JC78
- 2013 JD78
- 2013 JE78
- 2013 JF78
- 2013 JH78
- 2013 JN78
- 2013 JP78
- 2013 JR78
- 2013 JS78
- 2013 JT78
- 2013 JW78
- 2013 JX78
- 2013 JY78
- 2013 JZ78
- 2013 JC79
- 2013 JD79
- 2013 JF79
- 2013 JG79
- 2013 JH79
- 2013 JJ79
- 2013 JK79
- 2013 JM79
- 2013 JO79
- 2013 JQ79
- 2013 JR79
- 2013 JS79
- 2013 JU79
- 2013 JV79
- 2013 JX79
- 2013 JY79
- 2013 JZ79
- 2013 JA80
- 2013 JB80
- 2013 JE80
- 2013 JF80
- 2013 JG80
- 2013 JH80
- 2013 JJ80
- 2013 JL80
- 2013 JM80
- 2013 JN80
- 2013 JO80
- 2013 JP80
- 2013 JQ80
- 2013 JR80
- 2013 JU80
- 2013 JV80
- 2013 JW80
- 2013 JX80
- 2013 JY80
- 2013 JA81
- 2013 JB81
- 2013 JD81
- 2013 JE81
- 2013 JF81
- 2013 JH81
- 2013 JJ81
- 2013 JN81
- 2013 JO81
- 2013 JP81
- 2013 JR81
- 2013 JS81
- 2013 JT81
- 2013 JU81
- 2013 JW81
- 2013 JX81
- 2013 JY81
- 2013 JA82
- 2013 JB82
- 2013 JC82
- 2013 JD82
- 2013 JE82
- 2013 JF82
- 2013 JG82
- 2013 JH82
- 2013 JJ82
- 2013 JK82
- 2013 JL82
- 2013 JM82
- 2013 JN82
- 2013 JO82
- 2013 JP82
- 2013 JR82
- 2013 JS82
- 2013 JT82
- 2013 JU82
- 2013 JV82
- 2013 JW82
- 2013 JX82
- 2013 JY82
- 2013 JZ82
- 2013 JA83
- 2013 JB83
- 2013 JC83
- 2013 JD83
- 2013 JE83
- 2013 JF83
- 2013 JG83
- 2013 JH83
- 2013 JJ83
- 2013 JK83
- 2013 JL83
- 2013 JM83
- 2013 JO83
- 2013 JP83
- 2013 JS83
- 2013 JU83
- 2013 JV83
- 2013 JW83
- 2013 JX83
- 2013 JY83
- 2013 JZ83
- 2013 JA84
- 2013 JB84
- 2013 JC84
- 2013 JE84
- 2013 JF84
- 2013 JG84
- 2013 JH84
- 2013 JJ84
- 2013 JL84
- 2013 JM84
- 2013 JN84
- 2013 JO84
- 2013 JP84
- 2013 JQ84
- 2013 JR84
- 2013 JS84
- 2013 JT84
- 2013 JU84
- 2013 JV84
- 2013 JW84
- 2013 JX84
- 2013 JY84
- 2013 JZ84
- 2013 JA85
- 2013 JC85
- 2013 JD85
- 2013 JE85
- 2013 JF85
- 2013 JG85
- 2013 JH85
- 2013 JJ85
- 2013 JK85
- 2013 JL85
- 2013 JM85
- 2013 JN85
- 2013 JO85
- 2013 JP85
- 2013 JQ85
- 2013 JR85
- 2013 JS85
- 2013 JT85

### Du 16 au 31 mai 2013
- 2013 KA
- 2013 KB
- 2013 KG
- 2013 KH
- 2013 KJ
- 2013 KP
- 2013 KT
- 2013 KX
- 2013 KE1
- 2013 KJ1
- 2013 KK1
- 2013 KN1
- 2013 KO1
- 2013 KP1
- 2013 KQ1
- 2013 KR1
- 2013 KS1
- 2013 KT1
- 2013 KZ1
- 2013 KA2
- 2013 KB2
- 2013 KC2
- 2013 KW2
- 2013 KT3
- 2013 KG4
- 2013 KJ4
- 2013 KU4
- 2013 KE5
- 2013 KJ5
- 2013 KY5
- 2013 KF6
- 2013 KG6
- 2013 KH6
- 2013 KJ6
- 2013 KK6
- 2013 KL6
- 2013 KM6
- 2013 KP6
- 2013 KR6
- 2013 KT7
- 2013 KZ7
- 2013 KA8
- 2013 KE8
- 2013 KN8
- 2013 KA9
- 2013 KG9
- 2013 KP9
- 2013 KS9
- 2013 KL10
- 2013 KN10
- 2013 KQ10
- 2013 KC11
- 2013 KP11
- 2013 KR11
- 2013 KR12
- 2013 KE13
- 2013 KG13
- 2013 KP13
- 2013 KQ13
- 2013 KF14
- 2013 KU14
- 2013 KY14
- 2013 KZ14
- 2013 KM15
- 2013 KO15
- 2013 KX15
- 2013 KM17
- 2013 KQ17
- 2013 KT17
- 2013 KO18
- 2013 KY18
- 2013 KA19
- 2013 KE19
- 2013 KU19
- 2013 KV19
- 2013 KX19
- 2013 KZ19
- 2013 KA20
- 2013 KB20
- 2013 KC20
- 2013 KD20
- 2013 KE20
- 2013 KG20
- 2013 KL20
- 2013 KN20
- 2013 KO20
- 2013 KP20
- 2013 KQ20
- 2013 KS20
- 2013 KU20
- 2013 KV20
- 2013 KZ20
- 2013 KA21
- 2013 KB21
- 2013 KC21
- 2013 KJ21
- 2013 KK21
- 2013 KL21
- 2013 KM21
- 2013 KN21
- 2013 KP21
- 2013 KQ21
- 2013 KR21
- 2013 KS21
- 2013 KT21
- 2013 KW21
- 2013 KX21
- 2013 KY21
- 2013 KA22
- 2013 KB22
- 2013 KE22
- 2013 KF22
- 2013 KG22
- 2013 KJ22
- 2013 KL22
- 2013 KM22
- 2013 KN22
- 2013 KQ22
- 2013 KR22